# Opere letterarie sulle dittature militari latino-americane del XX secolo
Elenco di opere letterarie sulle dittature militari latino-americane del XX secolo.

## Argentina

### Narrativa
- Massimo Carlotto, Il giorno in cui Gabriel scoprì di chiamarsi Miguel Angel, Edizioni EL, 2005 - ISBN 978-8847716322
- Julio Cortázar, racconto La seconda volta in Uno che passa di qui, Guanda, 1997 - ISBN 88-8246-000-2
- Antonio Dal Masetto, Strani tipi sotto casa, Le Lettere, 2002
- Nathan Englander, Il ministero dei casi speciali, Mondadori, 2007 - ISBN 978-8804572534
- Martín Kohan, Sempre giugno, Pensa multimedia, 2014 - ISBN 9788867601967
- Alicia Kozameh, Passi sotto l'acqua, et al. edizioni, 2013
- Stefano Medaglia, Tango Irregolare, Editoriale Fernando Folini, 2013 - ISBN 978-8872660935
- Elsa Osorio, I vent'anni di Luz, Mondolibri, 2000; Guanda, 2000
- Elsa Osorio, Sette notti d'insonnia, Guanda, 2010
- Laura Pariani, Quando Dio ballava il tango, Rizzoli, 2002
- Raoul Precht, Senza tracce, muto, come affonda una nave, Foschi, 2008
- Osvaldo Soriano, Mai più pene né oblio e Quaderni d'inverno, Einaudi, 2008 - ISBN 978-8806180225

### Saggi, reportage e testimonianze
- AA.VV., Memoria del buio. Opera collettiva di 112 prigioniere politiche argentine ("Nosotras, presas políticas"), con prefazione di Italo Moretti, Sperling & Kupfer, 2008
- Munù Actis, Cristina Aldini, Liliana Gardella, Miriam Lewin, Elisa Tokar, Le reaparecide, Stampa Alternativa, 2005 - ISBN 978-8872268674
- Miguel Bonasso, Ricordo della morte, il Saggiatore, 2012 - ISBN 978-8856502626
- Enrico Calamai, Niente asilo politico. Diplomazia, diritti umani e desaparecidos, Feltrinelli, 2006 - ISBN 978-8807819124
- Massimo Carlotto, Le irregolari. Buenos Aires Horror Tour, Edizioni e/o, 1998 - ISBN 88-7641-337-5
- Rolo Díez, "Vencer o morir": lotta armata e terrorismo di stato in Argentina, Il Saggiatore, 2004 – ISBN 978-8842812043
- Victoria Donda, Il mio nome è Victoria - cosa succede nella vita di una ragazza argentina che scopre a 27 anni di essere figlia di desaparecidos?, Corbaccio, 2010
- (ES)  Daniel Kon, Los chicos de la guerra. Hablan los soldatos que estuvieron en Malvinas, Galerna, 1982
- Claude Mary, Una voce argentina contro l'impunità. Laura Bonaparte, una Madre de Plaza de Mayo, 24marzo Onlus, 2012
- Daniela Padoan, Le pazze. Un incontro con le madri di Plaza de Mayo, Bompiani, 2005
- María Seoane e Héctor Ruiz Nuñez, La notte dei lapis, Editori riuniti, 1987 a cura di Alessandra Ricco, pref. di Pietro Folena,  ISBN 978-8835930716
- (ES)  Claudio Tamburrini, Pase libre. La fuga de la Mansión Seré, Ed. Continente, Buenos Aires, 2002 - ISBN 9789507540943
- Roberto Turrinunti, Estanislao Kowal. Argentina 1976-1983. Il dramma di un desaparecido romagnolo, Il Ponte Vecchio, 2011
- Horacio Verbitsky, Il volo. Le rivelazioni di un militare pentito sulla fine dei desaparecidos  Feltrinelli, 1996 ISBN 978-88-07-17019-5 Fandango tascabili, 2008 ISBN 978-88-6044-091-4
- Horacio Verbitsky, L'isola del silenzio. Il ruolo della Chiesa nella dittatura argentina, Fandango Libri, 2006 ISBN 978-88-6044-004-4

## Cile

### Narrativa
Opere in italiano
- Marcela Serrano, Il giardino di Amelia, Feltrinelli, Milano, 2016 - ISBN 9788807032004
- Isabel Allende, La casa degli spiriti, Feltrinelli, Milano, 1983 - ISBN 978-88-07880278
- Isabel Allende,  D'amore e ombra, Feltrinelli, 1985 – ISBN 978-88-07884597
- Isabel Allende, Il mio paese inventato, Feltrinelli, Milano, 2013 – ISBN 978-8807881923
- Gaetaño Bolán, La macelleria degli amanti, Edizioni e/o, Roma, 2013 - ISBN 978-88-66323396
- Roberto Bolaño,  Stella distante , Sellerio editore, Palermo, 2009; Adelphi, Milano, 2013 – ISBN 978-88-45927577
- Roberto Bolaño, Notturno cileno, Sellerio editore, Palermo, 2003 – ISBN 978-88-38918636
- Ariel Dorfman, La morte e la fanciulla, Einaudi, 2004 - ISBN 978-88-06171049
- Alberto Fuguet, I film della mia vita, Marcos y Marcos, Milano, 2004 – ISBN 978-88-71683997
- Pedro Lemebel, Ho paura torero, Marcos y Marcos, Milano, 2004 – ISBN 978-88-71685670
- Pedro Lemebel, Baciami ancora, forestiero, Marcos y Marcos, 2008 – ISBN 978-88-71684895
- Gabriel García Márquez, Le avventure di Miguel Littin, clandestino in Cile, Mondadori, Milano, 1986 – ISBN 978-88-04414230
- Luis Sepúlveda, Le rose di Atacama, Guanda, 2012
- Marcela Serrano, Noi che ci vogliamo così bene, Feltrinelli, Milano, 1996 - ISBN 978-88-07882999
- Marcela Serrano, Arrivederci piccole donne, Feltrinelli, Milano, 2004 – ISBN 978-88-07819148
- Marcela Serrano, Quel che c'è nel mio cuore, Feltrinelli, Milano, 2002 – ISBN 978-88-07817731
- Antonio Skármeta, I giorni dell'arcobaleno, Einaudi, Torino, 2013 – ISBN 978-88-06192396
- Alejandro Zambra, Modi di tornare a casa, Mondadori, 2013 – ISBN 978-88-04615125
- Paola Zannoner, Il vento di Santiago, Mondadori, 2000 – ISBN 978-88-04629726

Opere non tradotte
- Carlos Cerda, Morir en Berlín, Santiago, 1993
- Carlos Cerda, Una casa vacía, Santiago, 1996
- Ana María del Rio, Tiempo que ladra, North-South Center, University of Miami, 1991
- Arturo Fontaine, La vida doble, Tusquets, Barcellona,  2010 ISBN 978-84-8383-243-1
- Juan Forch, Las dos orillas del Elba, Penguin Random House Grupo Editorial Chile, 2012
- Thomas Hauser, The Execution of Charles Horman: An American Sacrifice, Harcourt Brace Jovanovich, 1978 ISBN 978-0151294565; ripubblicato col titolo Missing: The Execution of Charles Horman, Touchstone Books, 1982 ISBN 978-0671664329
- José Leandro Urbina, Cobro revertido ed. Planeta, Santiago, 1992 - ISBN 978-9562470766

### Poesia
- José Ángel Cuevas, Efectos personales y dominios públicos, 1979; Album del ex-Chile, 2008
- Rodrigo Lira, 4 tres cientos sesenta y cincos y un 366 de onces
- Juan Luis Martínez
- Enrique Lihn, París, situación irregular, 1977
- Diego Maquieira, La Tirana, 1983
- Raúl Zurita, Canto a mi amor desaparecido
- Nicanor Parra, Sermones y prédicas del Cristo de Elqui, 1977; Hojas de Parra, 1985

### Saggi, reportage e testimonianze
in italiano
- AA.VV, Cile: carcere, tortura, esilio. Testimonianze di rifugiati politici, Libreria Editrice Claudiana, 1974
- Sergio Bitar, Dawson Isla 10, Sandro Teti editore, 2015 – ISBN 978-8888249643
- Marc Cooper, Io e Pinochet, Feltrinelli, 2002
- Ariel Dorfman, L'autunno del generale: la storia infinita del caso Pinochet, M. Tropea, Milano, 2003
- Paolo Hutter, Diario dal Cile 1973 - 2003, Il Saggiatore, Milano, 2004, introduzione di Jaime Riera Rehren
- Theo Klomberg, Rimango con il mio popolo : la vicenda di un prete nella Resistenza clandestina sotto la dittatura di Pinochet, La Piccola editrice, Celleno (VT), 1993 -  ISBN 978-8872585023
- Max Marambio, Le armi di ieri, Mondadori, Milano, 2010
- Patricia Mayorga, Il condor nero. L'internazionale fascista e i rapporti segreti con il regime di Pinochet, Sperling & Kupfer, 2003, con prefazione di Italo Moretti ed introduzione di Gianni Cipriani -  ISBN 978-8820035556
- Luís Muñoz, Luís : una voce sopravvissuta a Pinochet, Baldini Castoldi Dalai, 2008
- Anne Proenza e Teo Saavedra, Gli evasi di Santiago, Colla editore, 2011, con prefazione di Olivier Duhamel – ISBN 978-8889527658
- Luis Sepúlveda, Il generale e il giudice, TEA, 2006 – ISBN 978-8850210978
- Hernán Valdés, Tejas Verdes: diario di un prigioniero di Pinochet, Bompiani, 1977
- Patricia Verdugo, Gli artigli del puma, Sperling & Kupfer, 2006, con prefazione di Italo Moretti -  ISBN 978-8820037789
- Patricia Verdugo, Calle Bucarest 187, Santiago del Cile, Dalai, 2005 - ISBN 978-8884905772

in altre lingue
- Nubia Becker, Una mujer en Villa Grimaldi, Pehuén Editores, 2011
- Ascanio Cavallo, Manuel Salazar e Óscar Sepúlveda, La Historia Oculta del Régimen Militar, Editorial Sudamericana, Santiago, 1998 - ISBN 956-262-061-1
- Óscar Contardo, Volver a los 17: recuerdos de una generación en dictadura, Editoriale Planeta, 2013 ISBN 9789562477680
- Adolfo Cozzi, Estadio Nacional, Editorial Sudamericana, Santiago, 2000
- Adolfo Cozzi, Chacabuco: Pabellón 18, Casa 89, Editorial Sudamericana, Santiago, 2001
- Alfredo Joignant e Patricio Navia (curatori), Ecos Mundiales del Golpe de Estado. Escritos sobre el 11 de Septiembre de 1973, Ediciones Universidad Diego Portales, Santiago, 2013
- Margarita Serrano e Ascanio Cavallo, Golpe 11 de Septiembre de 1973, Aguilar, 2003